# Илоян, Эдуард Робертович
Эдуа́рд Ро́бертович Илоя́н (род. 31 января 1983, Ереван) — российский продюсер, сценарист, режиссёр, член Академии Российского телевидения с 2010 года, основатель и генеральный продюсер компании Yellow, Black and White, член правления Ассоциации продюсеров кино и телевидения.

## Биография
Родился 31 января 1983 года в Ереване.
Окончил экономический факультет Российского университета дружбы народов в 2004 году, имеет степень кандидата экономических наук.
Один из основателей и директор сборной команды КВН Российского университета дружбы народов (РУДН), которая в 2006 году стала чемпионом «Высшей лиги».
В 2007 году основал продюсерскую компанию Yellow, Black and White, в которой по настоящее время является генеральным продюсером и возглавляет совет директоров.
С 2007 по 2012 год занимал пост исполнительного продюсера «СТС Медиа».
В 2009 году дебютировал в качестве продюсера с комедийным шоу «Даешь молодежь!».
В 2010 году за вклад в телевизионную индустрию принят в Академию Российского телевидения.
Один из основателей и генеральный продюсер видеосервиса Start, запущенного в 2017 году.
С января 2018 по октябрь 2020 год являлся генеральным продюсером телеканала «Супер» холдинга «Газпром-медиа».
По итогам 2020 года Эдуард Илоян вошёл в топ 3 главных кинопродюсеров России (по результатам рейтинга «Бюллетень кинопрокатчика»).
Является генеральным продюсером телевизионных проектов, таких как: скетч-шоу «Даёшь молодёжь!» и «Одна за всех»; сериалов: «Содержанки», «Кухня», «Отель Элеон», «Ивановы-Ивановы», «ИП Пирогова», «257 причин, чтобы жить», «Вампиры средней полосы», «Хороший человек», «Медиатор», «Шторм», «Пассажиры», «Контейнер», «Гранд», «Последний из Магикян», «Фитнес», «Вне игры», «Светофор», «Бывшие», «Лучше, чем люди», «Чёрная весна»; полнометражных фильмов: «Холоп», «Последний Богатырь», «Последний богатырь. Корень зла», "Отель «Белград», «Текст», «Кухня в Париже», «СуперБобровы», «Любит не любит», «Завод», «Без границ», «Гуляй, Вася!», «Вызов», «Декабрь», «Чебурашка», «Отчаянные дольщики», «Дыхание», «Один день в Стамбуле».

## Награды
Проекты Илояна неоднократно удостаивались различных наград, включая ТЭФИ, Золотой орёл, Ника, премии АПКиТ.
В 2011 году стал лауреатом телевизионной премии ТЭФИ в номинации «Лучший продюсер» (шоу «Одна за всех»).
В 2019 году стал лауреатом премии «Медиа-менеджер года».